# Мертвий Христос
«Мертвий Христос» (італ. Cristo morto), також «Оплакування Христа» (італ. Lamento sul Cristo morto), Мертвий Христос і троє скорботних (Cristo morto e tre dolenti) — одна з найвідоміших картин італійського художника епохи Відродження Андреа Мантеньї (1431–1506). Зберігається в Пінакотеці Брера у Мілані. Картина відома насамперед своїм незвичним на той час перспективним скороченням постаті Христа.

## Історія
Картина «Мертвий Христос» після смерті художника була знайдена його сином Лодовіко Мантенья серед робіт, які залишилися від батька. Очевидно ця картина не мала замовника. Згодом картину придбав кадинал Сігісмондо Гонзага, а 1824 року вона потрапила до Пінакотеки Брера в Мілані.

## Опис картини

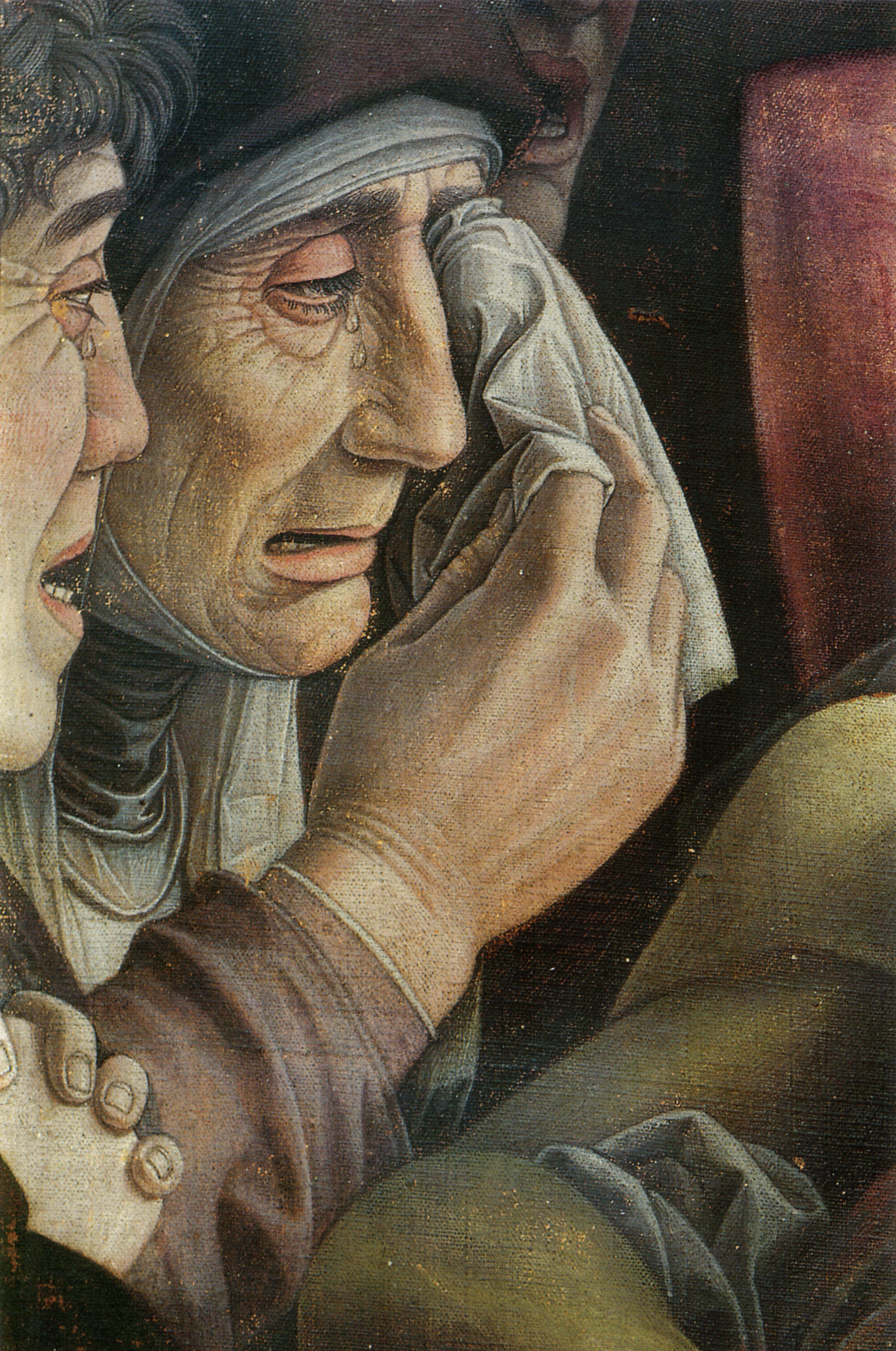
Деталь

Мантенья звертається до відомого сюжету «Оплакування Христа», зобразивши на полотні з незвичного ракурсу тіло Христове та трьох осіб, які його оплакують — матір Ісуса Марію (у хустці), Марію Магдалину та апостола Іоанна. Христос лежить на мармуровому ложі й розташований по центру картини. Його голова ледь нахилена ліворуч й спирається на подушку. Праворуч в головах зображено невелику посудину (фіал з пахучою олією).
Ноги Христа прикриває накидка, проте оголеними залишаються груди, руки й ступні. На руках і ступнях дуже реальністично й неприкрашено зображені Ісусові стигмати, що залишилися від цвяхів, якими його прибивали до хреста. Вгадується також слід від удару списа в правий бік.
Персонажі, що оплакують Христа, розташовані з лівого боку картини. Художник показав лише частину їхніх облич, зосередивши увагу на постаті Ісуса.
Завдяки незвичному ракурсу й дещо перебільшеному перспективному скороченню, Мантенья одержав можливість воднораз зобразити всі стигмати Христа, на які він і скеровує увагу глядача. Зображене тіло Христа свідчить про неабиякі знання Мантеньї з анатомії та вміння передати їх на полотні.